# Hollabrunn
Hollabrunn osztrák város Alsó-Ausztriában, a Hollabrunni járás központja. Lakossága 2022-ben 12 084 fő volt.

## Fekvése

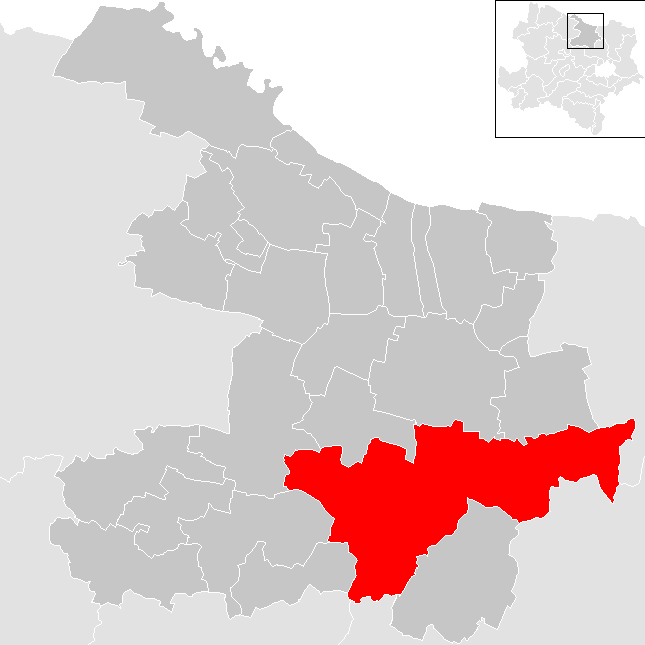
Hollabrunn a Hollabrunni járásban

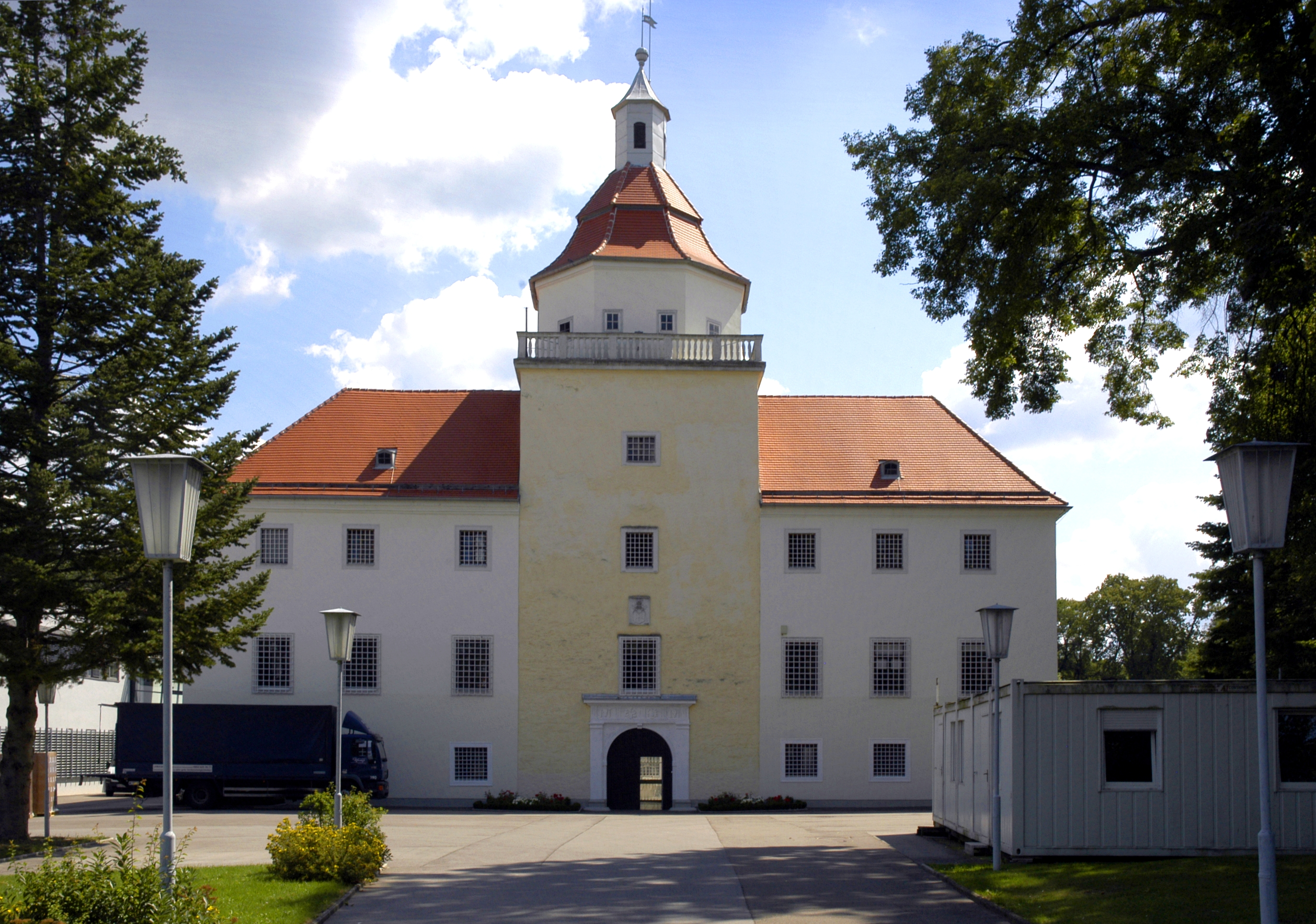
A sonnbergi vár

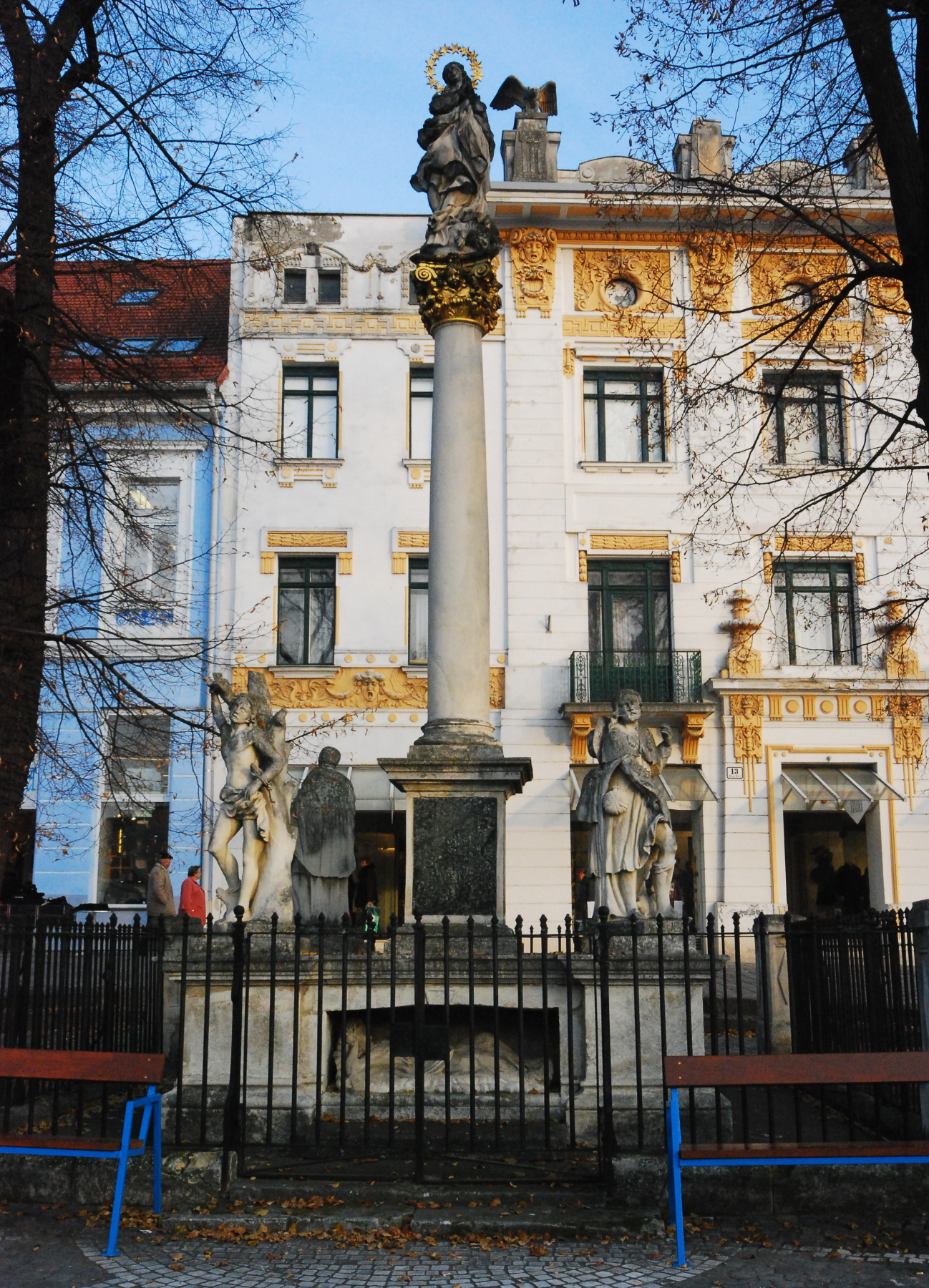
A főtéri pestisemlékmű

Hollabrunn a tartomány Weinviertel régiójában fekszik, a Duna bal mellékfolyója, a Göllersbach völgyében, közvetlenül nyugatra az Ernstbrunni-erdőtől. A városi önkormányzathoz 152,43 km2 fölött rendelkezik, amelyből 32,07% erdő. Az önkormányzathoz a következő települések és városrészek tartoznak: Altenmarkt im Thale (134 lakos 2022-ben), Aspersdorf (445), Breitenwaida (794), Dietersdorf (194), Eggendorf im Thale (134), Enzersdorf im Thale (213), Groß (108), Hollabrunn (7215), Kleedorf (99), Kleinkadolz (128), Kleinstelzendorf (101), Kleinstetteldorf (128), Magersdorf (467), Mariathal (138), Oberfellabrunn (290), Puch (103), Raschala (332), Sonnberg (590), Suttenbrunn (195), Weyerburg (109), Wieselsfeld (115) és Wolfsbrunn (52). 
A környező önkormányzatok: nyugatra Ziersdorf és Heldenberg, északnyugatra Sitzendorf an der Schmida, északra Grabern, Wullersdorf és Nappersdorf-Kammersdorf, északkeletre Stronsdorf, keletre Gnadendorf és Ernstbrunn, délkeletre Großmugl, délre Göllersdorf, délnyugatra Rußbach és Großweikersdorf.

## Története
Hollabrun első írásos említése 1135-ből származik, amikor III. Diepold von Vohburg őrgróf birtokot adományozott egy bajor kolostornak. Plébániája 1220 óta létezik. 1288-tól Oberhollabrunn néven említik, hogy megkülönböztessék Niederhollabrunntól (Felső- és Alsóhollabrunn). Valamikor 1377 előtt uruk, a Sonnbergek vásárjogot adományoztak a településnek. 1336-ban János cseh király feldúlta a falut és a templomot újjá kellett építeni. 
A Sonnbergek a 14. században tönkrementek és a birtok többször gazdát cserélt, míg a 16. században a Gilleis grófokhoz került. 1530 körül postaállomást létesítettek itt a Bécs-Prága útvonalon.  
A reformáció során a falu lakossága döntően lutheránus lett. 1662-ben a Dietrichstein-család szerezte meg Hollabrunnt és megindította az itt lakók rekatolizálását. 1667-ben kapucinus kolostort alapítottak, amelyet II. József 1783-ban bezáratott. 
A napóleoni háborúk idején 1805-ben Oberhollabrunn mellett zajlott a francia és osztrák-orosz erők egyik csatája, így neve szerepel a párizsi Diadalíven. 
1824-ben itt alakult meg Ausztria egyik legrégebbi takarékpénztára. A vasút 1872-ben érte el (Süd-Norddeutsche Verbindungsbahn), 1875-ben pedig kórház épült a településen. Oberhollabrunn 1908-ban városi státuszt kapott. 1928-ban nevét a mai Hollabrunnra változtatták.

## Lakosság
A hollabrunni önkormányzat területén 2022 januárjában 12 084 fő élt. A lakosságszám 1981 óta gyarapodó tendenciát mutat. 2020-ban az ittlakók 89,65%-a volt osztrák állampolgár; a külföldiek közül 1,2% a régi (2004 előtti), 3% az új EU-tagállamokból érkezett. 4% az egykori Jugoszlávia (Szlovénia és Horvátország nélkül) vagy Törökország, 2,2% egyéb országok polgára volt. 2001-ben a lakosok 87,4%-a római katolikusnak, 1,4% evangélikusnak, 3,3% mohamedánnak, 5,8% pedig felekezeten kívülinek vallotta magát. Ugyanekkor 10 magyar élt a városban; a legnagyobb nemzetiségi csoportot a németek (93,2%) mellett a horvátok alkották 0,9%-kal.
A népesség változása:

| 2016 | 11 740 |
| 2018 | 11 681 |

## Látnivalók
- a főtéren látható az 1681-ben emelt pestisemlékmű a Mária-szoborral. 1713-ban négy szent (Szt. Sebestyén, Szt. Rókus, Xavéri Szt. Ferenc és Nepomuki Szt. János) szobrával egészítették ki. A közelben található az 1862-es Flórián-kút Szt. Flórián szobrával.
- a Szt. Ulriknak szentelt katolikus plébániatemplom eredetileg a 11. században épült román stílusban, majd 1336-os lerombolása után gótikus stílusban építették újjá. A 17. században barokk stílusú renovációt kapott. 1828-ban eltávolították barokk főoltárát. A mai neogótikus főoltár 1908-ból származik. A templom körüli temetőt 1784-ben felszámolták, egyes sírköveket beépítettek a templom külső falába.
- az Alte Hofmühle eredetileg nemesi kúria volt, amelyet később malomként hasznosítottak. Ma múzeum.
- a sonnbergi vár

## Híres hollabrunniak
- Felix von Luschan (1854–1924) régész, etnológus
- Johanna Mikl-Leitner (1964–) politikus, 2011-2016 között belügyminiszter
- Markus Suttner (1987–) labdarúgó

## Testvérvárosok
- Csinhua, Kína
- Kyjov, Csehország
- Holics, Szlovákia

## Fordítás
- Ez a szócikk részben vagy egészben  a   Hollabrunn című német Wikipédia-szócikk ezen változatának fordításán alapul.  Az eredeti cikk szerkesztőit annak laptörténete sorolja fel. Ez a jelzés csupán a megfogalmazás eredetét és a szerzői jogokat jelzi, nem szolgál a cikkben szereplő információk forrásmegjelöléseként.